# アニマス川
アニマス川（アニマスがわ、Animas River）は、アメリカ合衆国西部のコロラド州およびニューメキシコ州を流れる河川である。サンファン川の支流で、コロラド川水系の一部を成す。

## 流路
コロラド州サンファン山地の、ゴーストタウンとなっているアニマスフォークスにある、ウェストフォークとノースフォークの合流点から流れ出す。同じくゴーストタウンのユリーカ、ハワーズビルを流れ、シルバートンでアニマスキャニオンに入る。デュランゴ・シルバートン狭軌鉄道がキャニオンを通ってデュランゴまで併走している。デュランゴからは南に流れてニューメキシコ州に入り、アズテックの町を抜けてファーミントンでサンファン川に合流する。

## 支流
主要な支流はコロラド州とニューメキシコ州境界のちょうど北で合流するフロリダ川のみである。